# ポツダム気候影響研究所
ポツダム気候影響研究所（ポツダムきこうえいきょうけんきゅうじょ英: The Potsdam Institute for Climate Impact Research、独:  Potsdam-Institut für Klimafolgenforschung、略称:PIK ）は、地球規模の変化、気候変動などの、持続可能な開発の分野における重要な科学的問題に取り組む、ドイツ政府が資金提供する研究所。世界の環境に関するシンクタンクのトップにランクインし、ライプニッツ協会の会員であり、社会と関連性の高い研究を行っている。

## 組織
この研究所は、1992年に設立された。2020年の終わりに、PIKは374人を雇用し、そのうち248人は研究者で、126人は科学サポートスタッフであった。機関の資金は、ドイツ連邦政府と州政府によってほぼ均等に提供され、さらに研究プロジェクトのための第三者の資金も提供されている。
PIKの創設者は、理論物理学のハンス・ヨアヒム・シェルンフーバー教授であり、2018年9月まで研究所を率いていた。それ以降は、Ottmar Edenhoferとヨハン・ロックストロームが科学ディレクターを務め、Bettina Hörstrupが管理ディレクターを務めている。PIKは、大学以外の研究機関の協会であるライプニッツ協会の会員である。
PIKには4つの異なる研究分野（RD）と7つのFutureLabsがある。

### 研究部門

#### 地球システム分析（RD 1）
研究部門1（RD1）は、PIKの地球システム科学の基盤を提供する。それは、地球システム（すなわち、海洋、大気、生物圏）を支配する物理的および生物地球化学的プロセスの理解とモデリング、および人間の干渉に対するその応答に焦点を当てている。RD1の研究は、PIKが確立するのに役立った4つの主要なテーマによって導かれている。
気候システムの転換点：非線形地球システムプロセスとしきい値の振る舞い。
プラネタリー・バウンダリー：プラネタリーバウンダリーとその相互作用の定義、定量化、運用化。
地球の軌道：自然および人間の強制下での地球システムのダイナミクスと動作モード（循環の変化、フィードバックシステムなど）、および結果として生じる長期および短期の軌道。
異常気象：地球温暖化における異常気象の動的メカニズムと変化する統計の理解の発展。

#### 気候レジリエンス（RD 2）
RD2は、さまざまなセクターで、複数の空間スケールにわたって、気候レジリエンス、つまり気候変動に対する社会的および生態学的システムのレジリエンスの理解を深めることに努めている。RD2研究の一般的な枠組みとして、レジリエンスには永続性の側面が伴う。つまり、短期間の衝撃に抵抗して吸収するシステムの能力でありながら、重要なしきい値の範囲内にとどまる。適応性—回復し、変化する外部ドライバーに適応し、それによって現在の軌道を維持する能力。変換可能性—必要に応じて、新しい堅牢な長期的な開発軌道にしきい値を超える能力。
土地利用、農業、森林、水文システム、人間の健康と福祉、および都市部に関連する気候変動の影響とその社会経済的影響。
さまざまなレベルの地球温暖化における規模を超えた社会と生態系の適応能力。
気候変動への適応と緩和の間の相乗効果により、気候の回復力を向上させ、持続可能な人間開発を実現する。

#### 変換経路（RD 3）
研究部門3（RD3）は、気候変動の緩和と気候変動の影響の経路に関する統合された視点を提供し、社会の選択を知らせることを目的としている。気候保護にはコストがかかる可能性があるが、衰えることのない気候変動は経済発展に大きな悪影響を与える可能性がある。生物多様性の喪失は気候変動によって増幅されるが、土地利用に依存する特定の緩和戦略によっても増加する可能性があ。気候保護は勝者と敗者を生み出すかもしれませんが、気候変動自体は分布に強い影響を及ぼし、低所得層に不釣り合いに影響を及ぼする。
統合された気候保護と気候影響経路の開発。社会経済的発展、分布効果および惑星の完全性に関する緩和戦略および残りの影響の評価。
- 気候変動の社会的影響。移住、移動、紛争の潜在的な推進力としての気候変動の評価。
- 持続可能な土地利用。緩和の可能性を活用すると同時に生物圏の完全性を確保する土地利用変換経路の評価。
- 持続可能なエネルギーの使用。資源の使用と環境フットプリントを考慮した、持続可能なカーボンニュートラルなエネルギー使用に向けた変革経路の調査。
- 気候保護経路の政策戦略。それらの効率と分布への影響に関する規制および経済気候政策手段の分析。

#### Complexity Science（RD 4）
このRDは、機械学習、非線形手法、および意思決定戦略に専念している。特に焦点を当てているのは次のとおり。
- 気候現象と極端：複雑なネットワーク、統計物理学、機械学習による予測とモデリング。
- 急激な気候変動：高度な時系列分析、数値モデリング、および分析概念による検出と予測。
- 社会経済およびインフラストラクチャネットワーク：新しいモデリングと安定性の概念を通じてダイナミクスを理解する。
- 気候の決定：計量経済学、ゲーム理論、機械学習を使用して、原理を明らかにし、相互作用をモデル化する。

FutureLabs 
FutureLabsのうち6つは期限があり、5年後に評価される。能力開発活動とその社会的代謝研究の取り組みにおける研究所の取り組みを強化することを目的として、1つの恒久的なFutureLabが設立されました。

### Future Labs

#### FutureLab on Social Metabolism＆Impacts（Permanent Future Lab）
人間社会は、生殖のために材料とエネルギーの継続的なスループットに依存している。原材料は環境から抽出され、商品やサービス（食品、住宅、モビリティなど）に変換され、最終的にはすべての材料が排出物や廃棄物として環境に放出される。この社会的代謝を続けるには、自由エネルギーと社会的に組織化された人間の労働が必要です。

#### 公共経済学と気候金融に関するFutureLab
このフューチャーラボ内の研究は、短期的な人間の幸福と長期的な環境の持続可能性をどのように調和させることができるかという疑問を背景に行われている。これは、大気、土地、森林などの自然コモンズや、医療や教育システム、基本的なインフラストラクチャなどの社会コモンズを含む、グローバルコモンズの経済学に関する科学的進歩と政策関連の洞察を提供することを目的としている。そして安定した金融システム。

#### 安全保障、民族紛争、移住に関するFutureLab
このFuture Labを使用して、PIKは、人間の安全保障と紛争に対する気候変動の影響に関する専用の研究を開始し、伝達機構、結果、または仲介要因としての人間の移動と移動の潜在的な役割を説明しました。

#### ゲーム理論と相互作用するエージェントのネットワークに関するFutureLab
2019年1月に設立され、PIKの研究部門4が主催する、PIKとグローバルコモンズと気候変動に関するメルカトル研究所（MCC）との間のこの組織横断的なFutureLabでは、学際的な研究者の小さなチームが最先端のモデリングと分析を調査開発している。複数の意思決定者による複雑な意思決定状況のための方法。これらを国内および国際的な気候政策と持続可能な管理の問題に適用する。

#### 人新世における地球のレジリエンスに関するFutureLab
人新世では、温室効果ガスの排出や土地利用の変化などの人間の圧力が指数関数的に上昇するため、臨界しきい値を超え、それによって地球システム全体の状態を規制する有線の生物物理学的プロセスを劣化させるリスクが高まり。私たちの惑星の生命維持システムの自主規制と再生能力の状態、つまり地球システムの回復力を理解し、定量化することが急務です。

#### 不平等に関するFutureLab 人間の幸福と発達
このFutureLabは、経済的観点から気候変動の影響と対応を理解するために、不平等、人間の幸福、開発の役割を分析する。